# قائمة الوحدات الصربية شبه العسكرية

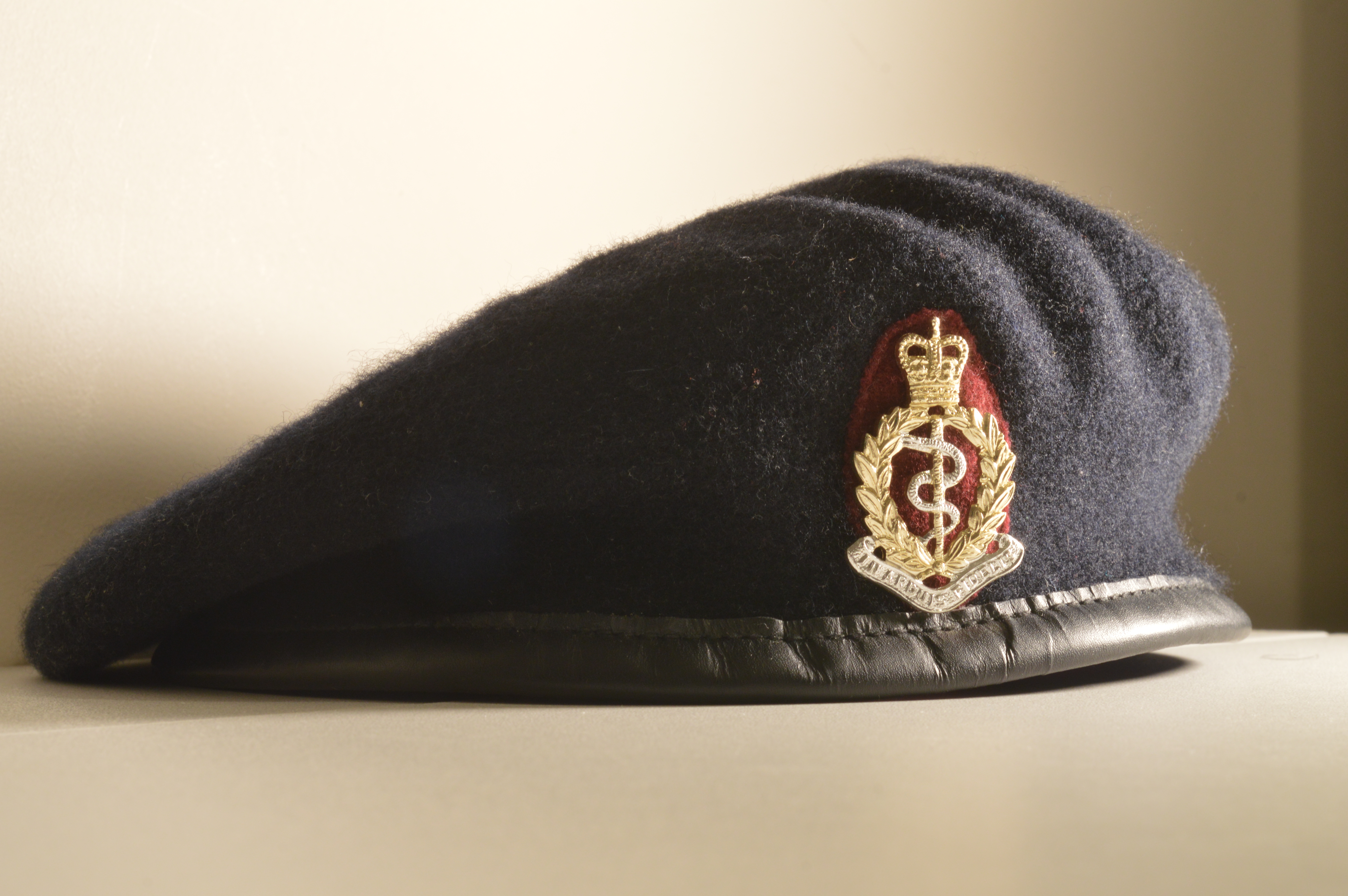

هذه قائمة من الوحدات شبه العسكرية الصربية والتشكيلات عبر التاريخ. وهي تضم الميليشيات الصربية المتطوعين الموالية لملكية هابسبورغ قبل استقلال صربيا ، والمنظمات الموالية لصربيا منذ ذلك الحين. لاحظ أن العديد من المنظمات إما بدأت أو انتهى بها المطاف في منظمات عسكرية رسمية. تختلف هذه المؤسسات عن المؤسسات ذات الوضع الرسمي وهيكل القيادة المباشر في ظل دولة قومية ، ومن الأمثلة على ذلك الفرقة الصربية الأولى في فترة الحرب العالمية الأولى والجيش الصربي الحديث بعد عام 2006 ، والتي لا تنتمي إلى هذه القائمة.

## قبل الحرب العالمية الثانية
- كوميتاغي
- شيتنيكس
- نارودنا اودبرنا

## الحرب العالمية الثانية
- شيتنيكس درازا ميهايلوفيتش
- شيتنيكس كوستا بيتشانتس

## الحرب اليوغوسلافية
- الحرس الصربية
- العقبان البيضاء.[1][2][3]
- متطوعي الحرس الصربي
- العقارب (صربيا)
- الدبابير الصفراء
- ذئاب فوتشيك